# Hardefoort
Hardefoort (ook wel Hardenvoorde, officieel: Hardifort) is een gemeente in de Franse Westhoek, in het Franse Noorderdepartement. De gemeente heeft bijna 400 inwoners.

## Geschiedenis
Hardefoort is gelegen aan de heerbaan van Kassel via Wilder naar Tetegem, aan de kust. De plaatsnaam werd voor het eerst vermeld omstreeks 1144 als Hardingfort, een combinatie van -voorde (doorwaadbare plaats) en een persoonsnaam.
In 1241 verkocht ene Boudewijn van Hardifort het tiendrecht van de parochie aan het kapittel van Kassel, en later kwam het aan het kapittel van Terwaan

## Bezienswaardigheden
- De Sint-Maartenskerk (Église Saint-Martin) met karakteristiek Klockhuys.

## Natuur en landschap
Hardefoort ligt in het Houtland op een hoogte van 24-130 meter. In het zuiden vindt men de Kasselberg. Het dorp wordt doorstroomd door de Vuilebeek (Sale Becque) welke in noordelijke richting naar de IJzer stroomt.

## Demografie
Onderstaande figuur toont het verloop van het inwonertal (bron: INSEE-tellingen).

## Nabijgelegen kernen
Kassel, Wemaarskappel, Zermezele, Oudezele
Arneke · Bambeke · Bavinkhove · Bissezele · Bollezele · Broksele · Buisscheure · Ekelsbeke · Eringem · Hardefoort · Herzele · Holke · Hondschote · Hooimille · Houtkerke · Killem · Krochte · Kwaadieper · Lederzele · Ledringem · Merkegem · Millam · Nieuwerleet · Noordpene · Ochtezele · Oostkappel · Oudezele · Rekspoede · Rubroek · Sint-Momelijn · Soks · Steenvoorde · Terdegem · Volkerinkhove · Warrem · Waten · Wemaarskappel · Westkappel · Wilder · Winnezele · Wormhout · Wulverdinge · Zegerskappel · Zermezele · Zuidpene
Armboutskappel · Arneke · Bambeke · Bavinkhove · Belle · Berten · Bieren · Bissezele · Blaringem · Boeschepe · Boezegem · Bollezele · Borre · Bray-Dunes · Broekburg · Broekkerke · Broksele · Buisscheure · Drinkam · Duinkerke · Ebblingem · Eke · Ekelsbeke · Eringem · Gijvelde · Godewaarsvelde · La Gorgue · Grand-Fort-Philippe · Grevelingen · Groot-Sinten · Hardefoort · Haverskerke · Hazebroek · Herzele · Holke · Hondegem · Hondschote · Hooimille · Houtkerke · Kaaster · Kapelle · Kapellebroek · Kassel · Killem · Kraaiwijk · Krochte · Kwaadieper · Lederzele · Ledringem · Leffrinkhoeke · Linde · Loberge · Loon · Meregem · Merkegem · Merris · Meteren · Millam · Moerbeke · Niepkerke · Nieuw-Berkijn · Nieuw-Koudekerke · Nieuwerleet · Noordpene · Ochtezele · Okselare · Oostkappel · Oud-Berkijn · Oudezele · Pitgam · Pradeels · Rekspoede · Rubroek · Ruisscheure · Sint-Janskappel · Sint-Joris · Sint-Mariakappel · Sint-Momelijn · Sint-Pietersbroek · Sint-Silvesterkappel · Sint-Winoksbergen · Soks · Spijker · Stapel · Steenbeke · Steenvoorde · Steenwerk · Stegers · Stene · Strazele · Terdegem · Téteghem-Coudekerque-Village · Tienen · Uksem · Vleteren · Volkerinkhove · Waalskappel · Warrem · Waten · Wemaarskappel · Westkappel · Wilder · Winnezele · Wormhout · Wulverdinge · Zegerskappel · Zerkel · Zermezele · Zoeterstee · Zuidkote · Zuidpene
1. ↑  Populations de référence 2022.